# Área de Proteção Ambiental das Onças

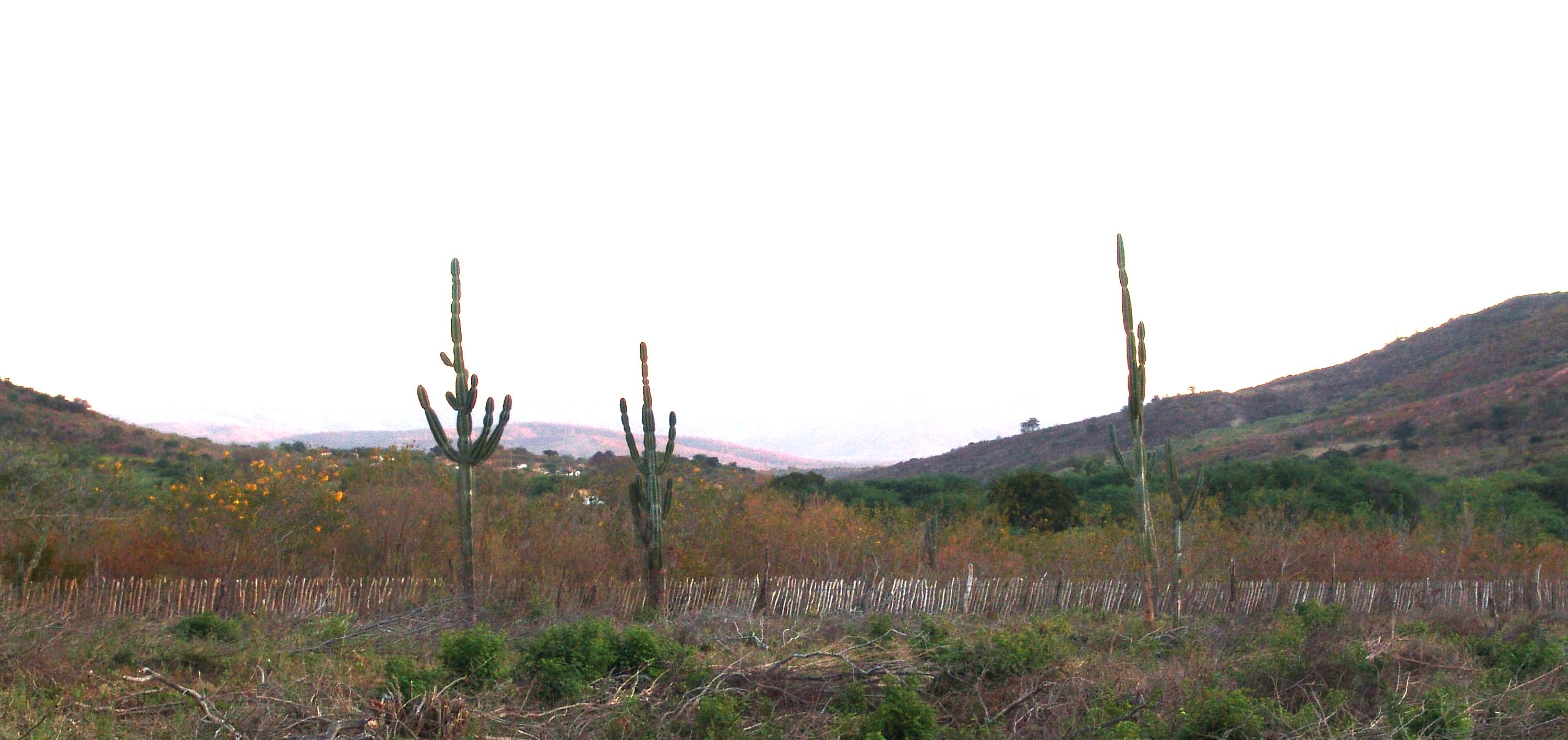
Paisagem da Caatinga

A Área de Proteção Ambiental das Onças localiza-se no município de São João do Tigre, na Paraíba, e apresenta uma superfície aproximada de 36 mil ha. Foi decretada como Unidade de Conservação em 25 de março de 2002 através do Decreto Estadual n.º 22.880.
A área não necessitou de desapropriação para ser criada.

## Características
Apresenta uma chefia e um conselho gestor que atualmente desenvolve um trabalho de coleta de informações necessárias a implementar um plano de recuperação da infra-estrutura ali existente, contando com a adesão e ajuda da prefeitura municipal da cidade de Sousa, que já tem projeto semelhante.
Essa APA caracteriza-se pela cobertura vegetal de caatinga, com uma extraordinária riqueza de inscrições rupestres.

## Administração
A Sudema (Superintendência de Administração do Meio Ambiente), como órgão administrador, busca parcerias e captação de recursos para garantir a conservação do ecossistema da reserva. Em 2004 essa autarquia do governo já havia feito um documentário sobre a área.